# Hans Fricker

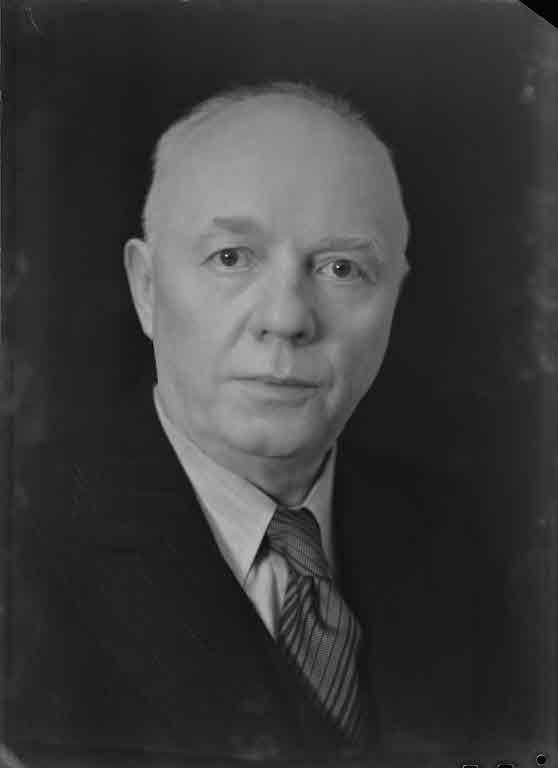
Hans Fricker (1940)

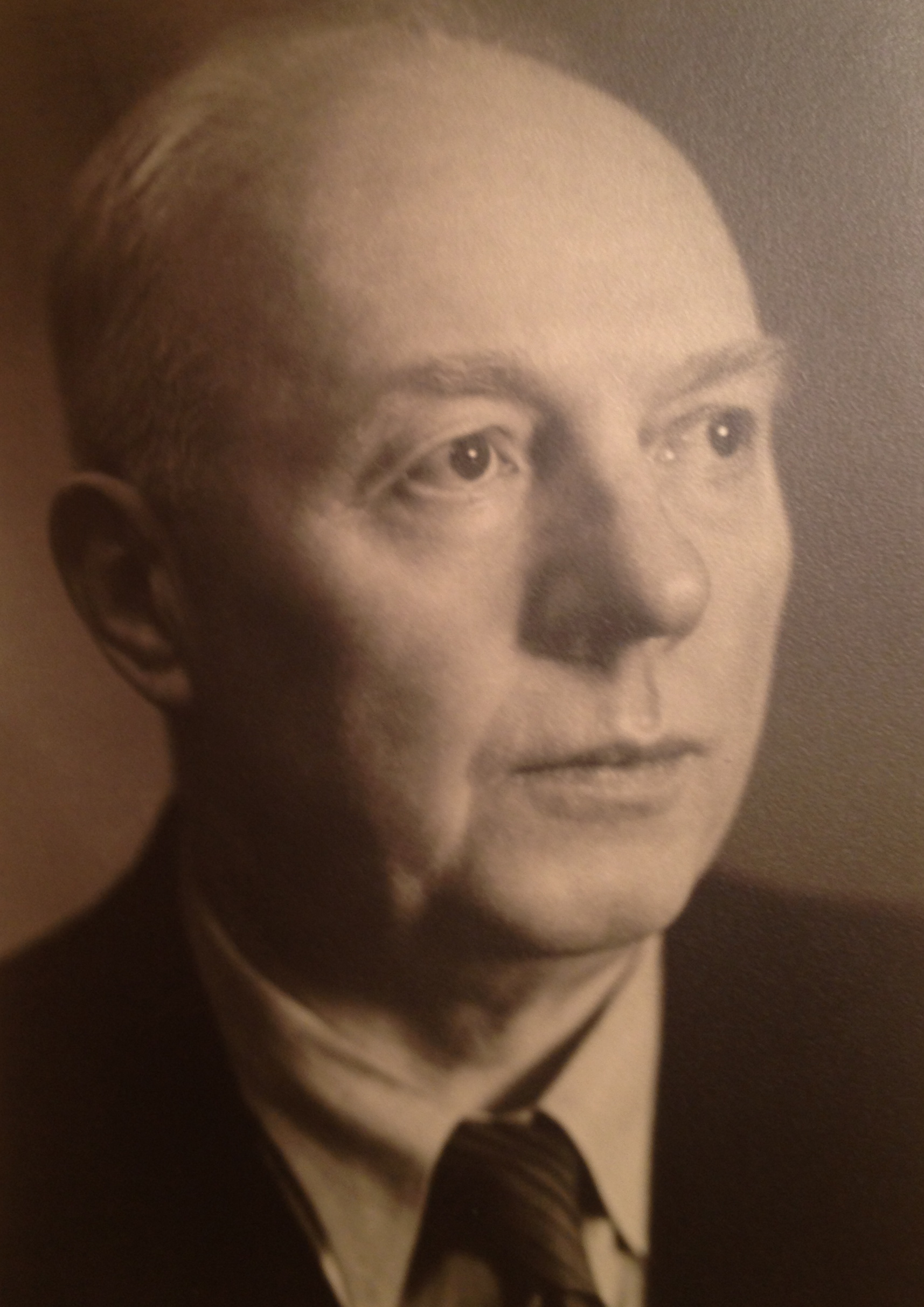
Hans Fricker

Hans Fricker (* 21. Februar 1879 in Aarau; † 4. Dezember 1956 ebenda; heimatberechtigt in Frick und Aarau) war ein Schweizer Politiker (KVP) und Richter. Von 1922 bis 1933 vertrat er den Kanton Aargau im Nationalrat, anschliessend bis 1955 im Ständerat.

## Biografie
Der Sohn des Postbeamten Johann Fricker besuchte in Aarau die Schule und absolvierte dort auch die Kantonsschule. Anschliessend studierte er Recht an den Universitäten Berlin, München und Bern. 1903 schloss er mit dem Lizenziat ab und erhielt das Patent als Rechtsanwalt. Nachdem er kurze Zeit für Gottfried Keller gearbeitet hatte, eröffnete er in Stein eine eigene Kanzlei. Doch schon 1905 wurde er zum Präsidenten des Bezirksgerichts in Laufenburg gewählt. 1930 folgte die Wahl zum aargauischen Oberrichter; dieses Amt übte er bis 1949 aus (von 1941 bis 1943 als Obergerichtspräsident).
Frickers politische Karriere begann 1909 mit der Wahl in den Grossen Rat. Er gehörte diesem bis 1930 an und präsidierte ihn 1917/18. Im Jahr 1924 übernahm er das Präsidium der Aargauer KVP, welches er bis 1951 innehatte. 1925 folgte die Wahl in den Nationalrat. 1929 kandidierte er bei den Wahlen zum Regierungsrat, unterlag aber im zweiten Wahlgang dem BGB-Vertreter Fritz Zaugg. Erfolgreich war Fricker hingegen 1933 bei den Wahlen zum Ständerat, als er sich gegen Karl Killer von der SP durchsetzen konnte. Er war damit der erste katholisch-konservative Ständerat aus dem Kanton Aargau.
Im Ständerat blieb Fricker bis 1955, in den Jahren 1941/42 amtierte er als Ständeratspräsident. In den Räten fiel er nicht durch seine Reden auf, sondern durch seine Detailarbeit in zahlreichen Kommissionen und durch ausserparlamentarische Verhandlungen. Unter anderem präsidierte er die Kommissionen für Eisenbahnen, Finanzen, Militär und Aussenpolitik. Mit der Betonung auf konsensorientierte Politik erwarb er sich auch Anerkennung in anderen Parteien.